# Mathikunte, Kolar
Mathikunte là một làng thuộc tehsil Kolar, huyện Kolar, bang Karnataka, Ấn Độ.